# أل كابريرا
أل كابريرا (بالإنجليزية: Al Cabrera)‏ هو لاعب كرة قاعدة أمريكي، ولد في 11 مايو 1881 في جزر الكناري في إسبانيا، وتوفي في 1964 في Batabanó, Cuba ‏ في كوبا.

## وصلات خارجية
- أل كابريرا على موقعبيزبول رفرنس.كوم (الدوري الرئيسي) (الإنجليزية)
- أل كابريرا على موقعبيزبول رفرنس.كوم (الدوري الثانوي) (الإنجليزية)